# Up for Grabs...Live
Up for Grabs...Live – pierwszy album koncertowy amerykańskiej grupy Spin Doctors wydany 1991 roku.

## Lista utworów
1. "Big Fat Funky Booty" – 6:55
2. "At This Hour" – 6:05
3. "Freeway of the Plains / Lady Kerosene" – 10:41
4. "Yo Mamas a Pajama" – 3:53
5. "Little Miss Can't Be Wrong" – 4:51
6. "Rosetta Stone" – 7:58

## Twórcy
- Christopher Barron – wokal
- Aaron Comess – perkusja
- Eric Schenkman – gitara, dalszy wokal
- Mark White – gitara basowa

## Produkcja
- producenci: Peter Denenberg, Frankie La Rocka
- inżynierzy: Peter Denenberg
- mixing: Peter Denenberg
- zdjęcia: Karen Kuehn, Paul LaRaia